# Margalef de Montsant
Margalef de Montsant[cita requerida] (oficialmente en catalán Margalef) es un municipio español de la comarca catalana de El Priorato, en la provincia de Tarragona. Cuenta con una población de 106 habitantes (INE 2024).

## Geografía humana

### Demografía
Cuenta con una población de 106 habitantes (INE 2024).
| Gráfica de evolución demográfica de Margalef entre 1842 y 2021                                                        |
| |
| Población de derecho según los censos de población del INE. Población de hecho según los censos de población del INE. |

### Economía
La principal actividad económica es la agricultura, destacando los cultivos de olivos y almendros. Cuenta con una cooperativa agrícola desde 1952 encargada de la comercialización de los productos.

## Cultura

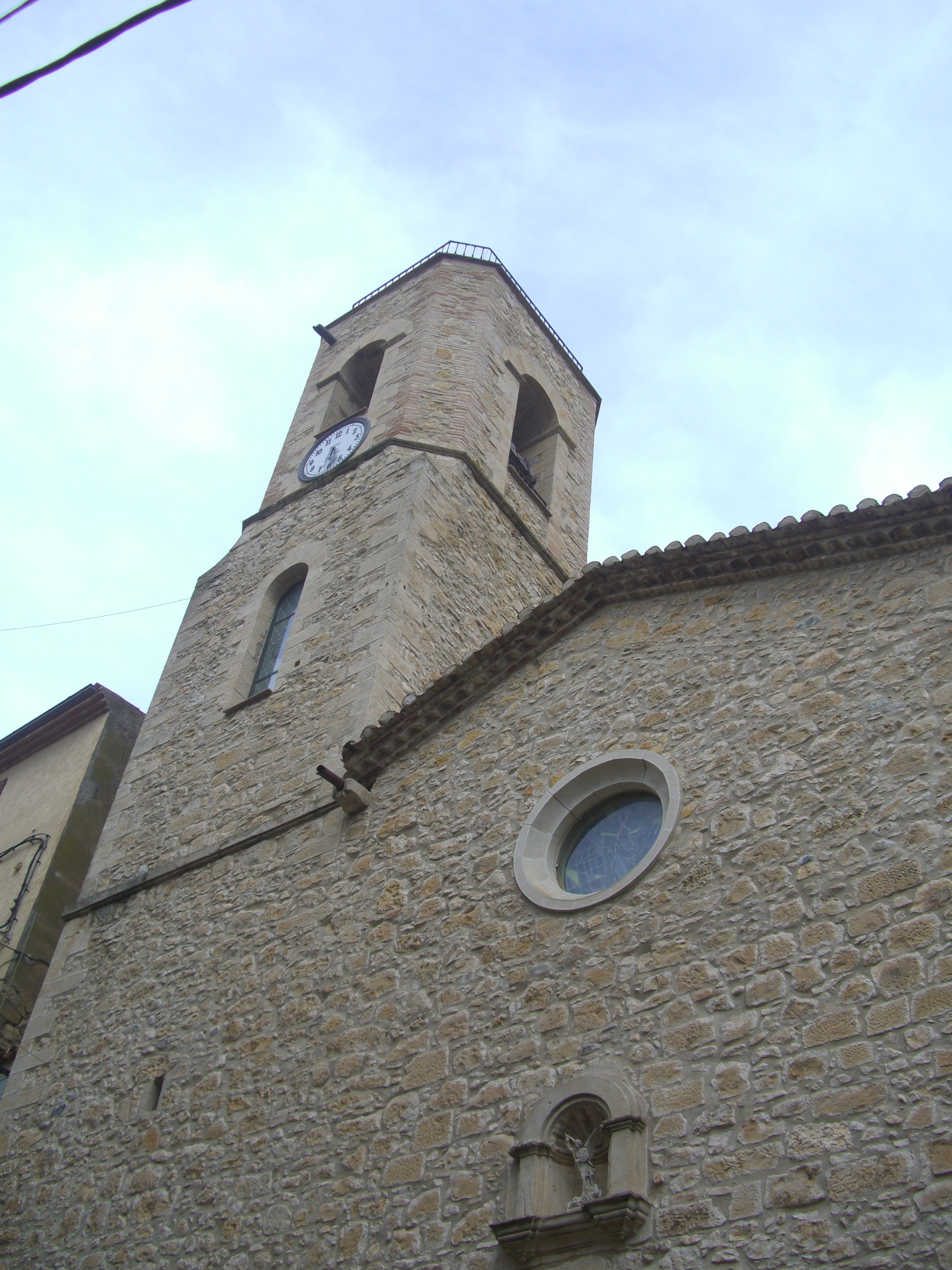
Iglesia parroquial de San Miguel

La iglesia parroquial está dedicada a san Miguel. Se trata de un edificio del siglo XVIII de estilo neoclásico. Es de tres naves y coro y su campanario está integrado. Quedan algunos restos de las primitivas pinturas murales que fueron destruidas en 1936. Cerca de la iglesia, en la zona conocida como del Perxe, se encuentran las casas más antiguas del municipio, como Ca Calbet de 1570.
En las afueras se encuentra la ermita de San Salvador, de una nave y coro. El edificio original del siglo XVI fue reconstruido después de ser incendiado en 1936.
Margalef celebra su fiesta mayor el 29 de septiembre, festividad de san Miguel.
Las fiestas mayores de verano se celebran por las fechas del 6 de agosto, festividad de san Salvador.
En los últimos años, destaca la gran cantidad de afluencia de escaladores al pueblo por las vías de escalada situadas en las afueras del municipio.